# Паскоје Соркочевић
Паскоје Соркочевић или Паско Јунијев Соркочевић (1419/50 – 1454) је био дубровачки племић, дипломата, судија и трговац из Дубровника, Дубровачка Република. Био је члан племићке породице Соркочевић.
Служио је у средњовековном Краљевству Босни као конзул у Сребреници. Такође је служио на двору Српског деспотовства под Ђурђем Бранковићем (1427–56) као челник и дипломата. Био је најпознатији од дубровачког племства које је служии на двору Српског деспотовства. Године 1419, Соркочевић је био у Приштини. Он и Дамјан Ђурђевић су годинама живели и трговали у Српском деспотовству пре него што су ступили у службу деспота Ђурђа. Стекли су поседе у Србији и постали прави феудални господари. У периоду од 1423. до 1430. године биран је сваке године за дубровачког конзула или судију. У служби деспота Ђурђа, Дамјан Ђурђевић и Паскоје Соркочевић учествовали су у походима против Османлија и били су им поверени најважнији задаци у Угарској и код османског султана. Године 1445. био је присутан у рударском граду Ново Брдо.
Године 1447. служио је као дубровачки судија. Све преговоре између деспота Ђурђа и Јаноша Хуњадија од 1448. године водили су Паскоје Соркочевић и други које је деспот Ђурђе изабрао. Године 1450. помиње се како наплаћује дуг у Дубровнику за деспота.
Мавро Орбини је тврдио да је деспот Ђурђ толико волео Паскоја да је поставио грб Соркочевића на Смедеревској тврђави, који је још увек био видљив у Орбинијево време (1614).

## Извори
1. ↑  Историјски часопис: орган Историјског института Српске академије наука и уметности (на језику: српски). Научно дело. 1975.
2. ↑  Историјски часопис 3 (1951-1952) (на језику: српски). Istorijski institut. 1953-09-01.
3. ↑  Mijatović, Čedomilj (1880). Despot Đurađ Branković: gospodar srbima, podunavlju i zetskom primorju (на језику: српски). Štampano u Državnoj štampariji.
4. ↑  enciklopedija, Hrvatska. „Sorkočević”. Hrvatska enciklopedija (на језику: хрватски). Приступљено 2025-07-27.
5. ↑  Blagojević, Miloš (2001). Државна управа у српским средњовековним земљама (на језику: српски). Службени лист СФРЈ. ISBN 978-86-355-0497-1.